# 北马里亚纳群岛徽章
北马里亚纳群岛徽章的靈感來自於美國，原因是因為北马里亚纳群岛曾經是美國的託管地。藍底加上一個白星與拉提石（Latte Stone），後者是查莫羅人的建築遺址，象徵查莫羅傳統文化。
含有四種花卉的裝飾花環頭飾（或被稱作"mwarmwar"）於1981年被加到徽章中，並延續著連結該群島與其神聖的歷史與風俗，象徵著加罗林文化。